# کلاه اسقفی
کلاه اسقفی (نام علمی: Mitra stictica) گونه‌ای حلزون است که در رده شکم‌پایان، شاخه نرم‌تنان قرار دارد.

## اندازه
اندازه پوسته این حلزون  ۳۰ تا ۸۷ میلی‌متر می‌باشد.

## زیست‌گاه
پراکندگی و زیست‌گاه این حلزون در نواحی مختلفی در اقیانوس هند، مجمع‌الجزایر چاگوس، موریس، تانزانیا، فیجی، نیوزیلند و جزایر سلیمان می‌باشد.